# オールMLBチーム
オールMLBチーム（英語：All-MLB Team）は、メジャーリーグベースボール（MLB）の表彰の一つ。2019年11月25日にサンディエゴで行われたウインターミーティング内で創設が発表された。 

## 概要
レギュラーシーズンの成績が評価対象で、両リーグ全体から先発投手（5人）、救援投手（2人）、捕手、一塁手、二塁手、三塁手、遊撃手、外野手（3人）、指名打者の計16人で1チームが組まれ、「ファーストチーム（1軍）」と「セカンドチーム（2軍）」に分けて表彰する。ポジションごとの候補者の数は決まっておらず、リーグの区別はない。外野手はポジションに関係なく選ばれる。ファン投票と専門家の評価によって決定する。
オールスターゲームでの投票はシーズンの前半のみを考慮に入れているため、シーズンを通して評価されるオールMLBチームがより正確なベストメンバーと言える。

## 歴代受賞者・チーム
| 野手太字        | シーズンMVP選手                  |
| 投手太字        | サイ・ヤング賞選手               |
| 選手 (X)        | 2度目以降の受賞回数              |
| 球団名 / 球団名 | シーズン中に移籍した球団の前と後 |
| dagger          | アメリカ野球殿堂選出             |
| double-dagger   | 現役選手                         |

| 年度 | ポジション | ファーストチーム                      | ファーストチーム               | セカンドチーム                     | セカンドチーム                                            | 出典  |
| 年度 | ポジション | 選手名                                | 球団名                         | 選手名                             | 球団名                                                    | 出典  |
| ---- | ---------- | ------------------------------------- | ------------------------------ | ---------------------------------- | --------------------------------------------------------- | ----- |
| 2019 | 捕手       | J.T.リアルミュート                    | フィラデルフィア・フィリーズ   | ヤズマニ・グランダル               | ミルウォーキー・ブルワーズ                                | [ 3 ] |
| 2019 | 一塁手     | ピート・アロンソ                      | ニューヨーク・メッツ           | フレディ・フリーマン               | アトランタ・ブレーブス                                    | [ 3 ] |
| 2019 | 二塁手     | DJ・ルメイユ                          | ニューヨーク・ヤンキース       | ホセ・アルトゥーベ                 | ヒューストン・アストロズ                                  | [ 3 ] |
| 2019 | 三塁手     | アンソニー・レンドン                  | ワシントン・ナショナルズ       | アレックス・ブレグマン             | ヒューストン・アストロズ                                  | [ 3 ] |
| 2019 | 遊撃手     | ザンダー・ボガーツ                    | ボストン・レッドソックス       | マーカス・セミエン                 | オークランド・アスレチックス                              | [ 3 ] |
| 2019 | 外野手     | マイク・トラウト                      | ロサンゼルス・エンゼルス       | ロナルド・アクーニャ・ジュニア     | アトランタ・ブレーブス                                    | [ 3 ] |
| 2019 | 外野手     | コディ・ベリンジャー                  | ロサンゼルス・ドジャース       | フアン・ソト                       | ワシントン・ナショナルズ                                  | [ 3 ] |
| 2019 | 外野手     | クリスチャン・イエリッチ              | ミルウォーキー・ブルワーズ     | ムーキー・ベッツ                   | ボストン・レッドソックス                                  | [ 3 ] |
| 2019 | 指名打者   | ネルソン・クルーズ                    | ミネソタ・ツインズ             | ヨルダン・アルバレス               | ヒューストン・アストロズ                                  | [ 3 ] |
| 2019 | 先発投手   | ゲリット・コール                      | ヒューストン・アストロズ       | ザック・グレインキー               | アリゾナ・ダイヤモンドバックス / ヒューストン・アストロズ | [ 3 ] |
| 2019 | 先発投手   | ジャスティン・バーランダー            | ヒューストン・アストロズ       | 柳賢振                             | ロサンゼルス・ドジャース                                  | [ 3 ] |
| 2019 | 先発投手   | ジェイコブ・デグロム                  | ニューヨーク・メッツ           | ジャック・フラハーティ             | セントルイス・カージナルス                                | [ 3 ] |
| 2019 | 先発投手   | マックス・シャーザー                  | ワシントン・ナショナルズ       | チャーリー・モートン               | タンパベイ・レイズ                                        | [ 3 ] |
| 2019 | 先発投手   | スティーブン・ストラスバーグ          | ワシントン・ナショナルズ       | マイク・ソロカ                     | アトランタ・ブレーブス                                    | [ 3 ] |
| 2019 | 救援投手   | カービー・イエーツ                    | サンディエゴ・パドレス         | アロルディス・チャップマン         | ニューヨーク・ヤンキース                                  | [ 3 ] |
| 2019 | 救援投手   | ジョシュ・ヘイダー                    | ミルウォーキー・ブルワーズ     | リアム・ヘンドリックス             | オークランド・アスレチックス                              | [ 3 ] |
| 2020 | 捕手       | サルバドール・ペレス                  | カンザスシティ・ロイヤルズ     | J.T.リアルミュート (2)             | フィラデルフィア・フィリーズ                              | [ 4 ] |
| 2020 | 一塁手     | フレディ・フリーマン (2)              | アトランタ・ブレーブス         | ホセ・アブレイユ                   | シカゴ・ホワイトソックス                                  | [ 4 ] |
| 2020 | 二塁手     | DJ・ルメイユ (2)                      | ニューヨーク・ヤンキース       | ブランドン・ロウ                   | タンパベイ・レイズ                                        | [ 4 ] |
| 2020 | 三塁手     | マニー・マチャド                      | サンディエゴ・パドレス         | ホセ・ラミレス                     | クリーブランド・インディアンス                            | [ 4 ] |
| 2020 | 遊撃手     | フェルナンド・タティス・ジュニア      | サンディエゴ・パドレス         | コーリー・シーガー                 | ロサンゼルス・ドジャース                                  | [ 4 ] |
| 2020 | 外野手     | ムーキー・ベッツ (2)                  | ロサンゼルス・ドジャース       | ロナルド・アクーニャ・ジュニア (2) | アトランタ・ブレーブス                                    | [ 4 ] |
| 2020 | 外野手     | マイク・トラウト (2)                  | ロサンゼルス・エンゼルス       | マイク・ヤストレムスキー           | サンフランシスコ・ジャイアンツ                            | [ 4 ] |
| 2020 | 外野手     | フアン・ソト (2)                      | ワシントン・ナショナルズ       | マイケル・コンフォルト             | ニューヨーク・メッツ                                      | [ 4 ] |
| 2020 | 指名打者   | マーセル・オズナ                      | アトランタ・ブレーブス         | ネルソン・クルーズ (2)             | ミネソタ・ツインズ                                        | [ 4 ] |
| 2020 | 先発投手   | シェーン・ビーバー                    | クリーブランド・インディアンス | ディネルソン・ラメット             | サンディエゴ・パドレス                                    | [ 4 ] |
| 2020 | 先発投手   | トレバー・バウアー                    | シンシナティ・レッズ           | ゲリット・コール (2)               | ニューヨーク・ヤンキース                                  | [ 4 ] |
| 2020 | 先発投手   | ダルビッシュ有                        | シカゴ・カブス                 | クレイトン・カーショウ             | ロサンゼルス・ドジャース                                  | [ 4 ] |
| 2020 | 先発投手   | マックス・フリード                    | アトランタ・ブレーブス         | 前田健太                           | ミネソタ・ツインズ                                        | [ 4 ] |
| 2020 | 先発投手   | ジェイコブ・デグロム (2)              | ニューヨーク・メッツ           | 柳賢振 (2)                         | トロント・ブルージェイズ                                  | [ 4 ] |
| 2020 | 救援投手   | リアム・ヘンドリックス (2)            | オークランド・アスレチックス   | ブラッド・ハンド                   | クリーブランド・インディアンス                            | [ 4 ] |
| 2020 | 救援投手   | ニック・アンダーソン                  | タンパベイ・レイズ             | デビン・ウィリアムズ               | ミルウォーキー・ブルワーズ                                | [ 4 ] |
| 2021 | 捕手       | サルバドール・ペレス(2)               | カンザスシティ・ロイヤルズ     | バスター・ポージー                 | サンフランシスコ・ジャイアンツ                            | [ 5 ] |
| 2021 | 一塁手     | ブラディミール・ゲレーロ・ジュニア    | トロント・ブルージェイズ       | フレディ・フリーマン(3)            | アトランタ・ブレーブス                                    | [ 5 ] |
| 2021 | 二塁手     | マーカス・セミエン                    | トロント・ブルージェイズ       | オジー・アルビーズ                 | アトランタ・ブレーブス                                    | [ 5 ] |
| 2021 | 三塁手     | オースティン・ライリー                | アトランタ・ブレーブス         | ラファエル・デバース               | ボストン・レッドソックス                                  | [ 5 ] |
| 2021 | 遊撃手     | フェルナンド・タティス・ジュニア(2)   | サンディエゴ・パドレス         | トレイ・ターナー                   | ロサンゼルス・ドジャース                                  | [ 5 ] |
| 2021 | 外野手     | フアン・ソト(3)                       | ワシントン・ナショナルズ       | ニック・カステヤノス               | シンシナティ・レッズ                                      | [ 5 ] |
| 2021 | 外野手     | ブライス・ハーパー                    | フィラデルフィア・フィリーズ   | カイル・タッカー                   | ヒューストン・アストロズ                                  | [ 5 ] |
| 2021 | 外野手     | アーロン・ジャッジ                    | ニューヨーク・ヤンキース       | テオスカー・ヘルナンデス           | トロント・ブルージェイズ                                  | [ 5 ] |
| 2021 | 指名打者   | 大谷翔平                              | ロサンゼルス・エンゼルス       | ヨルダン・アルバレス(2)            | ヒューストン・アストロズ                                  | [ 5 ] |
| 2021 | 先発投手   | マックス・シャーザー(2)               | ロサンゼルス・ドジャース       | 大谷翔平                           | ロサンゼルス・エンゼルス                                  | [ 5 ] |
| 2021 | 先発投手   | コービン・バーンズ                    | ミルウォーキー・ブルワーズ     | フリオ・ウリアス                   | ロサンゼルス・ドジャース                                  | [ 5 ] |
| 2021 | 先発投手   | ウォーカー・ビューラー                | ロサンゼルス・ドジャース       | ケビン・ゴーズマン                 | サンフランシスコ・ジャイアンツ                            | [ 5 ] |
| 2021 | 先発投手   | ロビー・レイ                          | トロント・ブルージェイズ       | マックス・フリード(2)              | アトランタ・ブレーブス                                    | [ 5 ] |
| 2021 | 先発投手   | ゲリット・コール(3)                   | ニューヨーク・ヤンキース       | ザック・ウィーラー                 | フィラデルフィア・フィリーズ                              | [ 5 ] |
| 2021 | 救援投手   | ジョシュ・ヘイダー(2)                 | ミルウォーキー・ブルワーズ     | ライセル・イグレシアス             | ロサンゼルス・エンゼルス                                  | [ 5 ] |
| 2021 | 救援投手   | リアム・ヘンドリックス(3)             | シカゴ・ホワイトソックス       | ケンリー・ジャンセン               | ロサンゼルス・ドジャース                                  | [ 5 ] |
| 2022 | 捕手       | J.T.リアルミュート(3)                 | フィラデルフィア・フィリーズ   | ウィル・スミス                     | ロサンゼルス・ドジャース                                  | [ 6 ] |
| 2022 | 一塁手     | ポール・ゴールドシュミット            | セントルイス・カージナルス     | フレディ・フリーマン(4)            | ロサンゼルス・ドジャース                                  | [ 6 ] |
| 2022 | 二塁手     | ホセ・アルトゥーベ(2)                 | ヒューストン・アストロズ       | アンドレス・ジメネス               | クリーブランド・ガーディアンズ                            | [ 6 ] |
| 2022 | 三塁手     | マニー・マチャド(2)                   | サンディエゴ・パドレス         | ノーラン・アレナド                 | セントルイス・カージナルス                                | [ 6 ] |
| 2022 | 遊撃手     | トレイ・ターナー(2)                   | ロサンゼルス・ドジャース       | フランシスコ・リンドーア           | ニューヨーク・メッツ                                      | [ 6 ] |
| 2022 | 外野手     | アーロン・ジャッジ(2)                 | ニューヨーク・ヤンキース       | フリオ・ロドリゲス                 | シアトル・マリナーズ                                      | [ 6 ] |
| 2022 | 外野手     | マイク・トラウト                      | ロサンゼルス・エンゼルス       | カイル・シュワーバー               | フィラデルフィア・フィリーズ                              | [ 6 ] |
| 2022 | 外野手     | ムーキー・ベッツ                      | ロサンゼルス・ドジャース       | カイル・タッカー(2)                | ヒューストン・アストロズ                                  | [ 6 ] |
| 2022 | 指名打者   | ヨルダン・アルバレス(3)               | ヒューストン・アストロズ       | 大谷翔平(2)                        | ロサンゼルス・エンゼルス                                  | [ 6 ] |
| 2022 | 先発投手   | サンディ・アルカンタラ                | マイアミ・マーリンズ           | ディラン・シース                   | シカゴ・ホワイトソックス                                  | [ 6 ] |
| 2022 | 先発投手   | アレク・マノア                        | トロント・ブルージェイズ       | マックス・フリード(3)              | アトランタ・ブレーブス                                    | [ 6 ] |
| 2022 | 先発投手   | 大谷翔平(2)                           | ロサンゼルス・エンゼルス       | アーロン・ノラ                     | フィラデルフィア・フィリーズ                              | [ 6 ] |
| 2022 | 先発投手   | フランバー・バルデス                  | ヒューストン・アストロズ       | マックス・シャーザー(3)            | ニューヨーク・メッツ                                      | [ 6 ] |
| 2022 | 先発投手   | ジャスティン・バーランダー(2)         | ヒューストン・アストロズ       | フリオ・ウリアス(2)                | ロサンゼルス・ドジャース                                  | [ 6 ] |
| 2022 | 救援投手   | エマヌエル・クラセ                    | クリーブランド・ガーディアンズ | ライアン・ヘルズリー               | セントルイス・カージナルス                                | [ 6 ] |
| 2022 | 救援投手   | エドウィン・ディアス                  | ニューヨーク・メッツ           | ライアン・プレスリー               | ヒューストン・アストロズ                                  | [ 6 ] |
| 2023 | 捕手       | アドリー・ラッチマン                  | ボルチモア・オリオールズ       | ジョナ・ハイム                     | テキサス・レンジャーズ                                    | [ 7 ] |
| 2023 | 一塁手     | フレディ・フリーマン(5)               | ロサンゼルス・ドジャース       | マット・オルソン                   | アトランタ・ブレーブス                                    | [ 7 ] |
| 2023 | 二塁手     | マーカス・セミエン(2)                 | テキサス・レンジャーズ         | オジー・アルビーズ(2)              | アトランタ・ブレーブス                                    | [ 7 ] |
| 2023 | 三塁手     | オースティン・ライリー(2)             | アトランタ・ブレーブス         | ホセ・ラミレス(2)                  | クリーブランド・ガーディアンズ                            | [ 7 ] |
| 2023 | 遊撃手     | コーリー・シーガー(2)                 | テキサス・レンジャーズ         | フランシスコ・リンドーア(2)        | ニューヨーク・メッツ                                      | [ 7 ] |
| 2023 | 外野手     | コービン・キャロル                    | アリゾナ・ダイヤモンドバックス | アーロン・ジャッジ(3)              | ニューヨーク・ヤンキース                                  | [ 7 ] |
| 2023 | 外野手     | ムーキー・ベッツ(4)                   | ロサンゼルス・ドジャース       | アドリス・ガルシア                 | テキサス・レンジャーズ                                    | [ 7 ] |
| 2023 | 外野手     | ロナルド・アクーニャ・ジュニア(3)     | アトランタ・ブレーブス         | カイル・タッカー(3)                | ヒューストン・アストロズ                                  | [ 7 ] |
| 2023 | 指名打者   | 大谷翔平(3)                           | ロサンゼルス・エンゼルス       | ヨルダン・アルバレス(4)            | ヒューストン・アストロズ                                  | [ 7 ] |
| 2023 | 先発投手   | ゲリット・コール(4)                   | ニューヨーク・ヤンキース       | ケビン・ゴーズマン(2)              | トロント・ブルージェイズ                                  | [ 7 ] |
| 2023 | 先発投手   | ザック・ガレン                        | アリゾナ・ダイヤモンドバックス | ソニー・グレイ                     | ミネソタ・ツインズ                                        | [ 7 ] |
| 2023 | 先発投手   | ブレイク・スネル                      | サンディエゴ・パドレス         | ネイサン・イオバルディ             | テキサス・レンジャーズ                                    | [ 7 ] |
| 2023 | 先発投手   | スペンサー・ストライダー              | アトランタ・ブレーブス         | ジョーダン・モンゴメリー           | テキサス・レンジャーズ                                    | [ 7 ] |
| 2023 | 先発投手   | 大谷翔平(3)                           | ロサンゼルス・エンゼルス       | カイル・ブラディッシュ             | ボルチモア・オリオールズ                                  | [ 7 ] |
| 2023 | 救援投手   | ジョシュ・ヘイダー(3)                 | サンディエゴ・パドレス         | デビン・ウィリアムズ(2)            | ミルウォーキー・ブルワーズ                                | [ 7 ] |
| 2023 | 救援投手   | フェリックス・バティスタ              | ボルチモア・オリオールズ       | エマヌエル・クラセ(2)              | クリーブランド・ガーディアンズ                            | [ 7 ] |
| 2024 | 捕手       | ウィリアム・コントレラス              | ミルウォーキー・ブルワーズ     | サルバドール・ペレス(3)            | カンザスシティ・ロイヤルズ                                |       |
| 2024 | 一塁手     | ブラディミール・ゲレーロ・ジュニア(2) | トロント・ブルージェイズ       | ブライス・ハーパー                 | フィラデルフィア・フィリーズ                              |       |
| 2024 | 二塁手     | ケーテル・マルテ                      | アリゾナ・ダイヤモンドバックス | ホセ・アルトゥーベ(3)              | ヒューストン・アストロズ                                  |       |
| 2024 | 三塁手     | ホセ・ラミレス(3)                     | クリーブランド・ガーディアンズ | マニー・マチャド(3)                | サンディエゴ・パドレス                                    |       |
| 2024 | 遊撃手     | ボビー・ウィット・ジュニア            | カンザスシティ・ロイヤルズ     | フランシスコ・リンドーア(3)        | ニューヨーク・メッツ                                      |       |
| 2024 | 外野手     | ムーキー・ベッツ(5)                   | ロサンゼルス・ドジャース       | ジャレン・デュラン                 | ボストン・レッドソックス                                  |       |
| 2024 | 外野手     | アーロン・ジャッジ(4)                 | ニューヨーク・ヤンキース       | テオスカー・ヘルナンデス(2)        | ロサンゼルス・ドジャース                                  |       |
| 2024 | 外野手     | フアン・ソト(4)                       | ニューヨーク・ヤンキース       | ジャクソン・メリル                 | サンディエゴ・パドレス                                    |       |
| 2024 | 指名打者   | 大谷翔平(4)                           | ロサンゼルス・ドジャース       | ヨルダン・アルバレス(5)            | ヒューストン・アストロズ                                  |       |
| 2024 | 先発投手   | コービン・バーンズ(2)                 | ボルチモア・オリオールズ       | ディラン・シース(2)                | サンディエゴ・パドレス                                    |       |
| 2024 | 先発投手   | クリス・セール                        | アトランタ・ブレーブス         | 今永昇太                           | シカゴ・カブス                                            |       |
| 2024 | 先発投手   | ポール・スキーンズ                    | ピッツバーグ・パイレーツ       | マイケル・キング                   | サンディエゴ・パドレス                                    |       |
| 2024 | 先発投手   | タリック・スクーバル                  | デトロイト・タイガース         | セス・ルーゴ                       | カンザスシティ・ロイヤルズ                                |       |
| 2024 | 先発投手   | ザック・ウィーラー(2)                 | フィラデルフィア・フィリーズ   | フランバー・バルデス(2)            | ヒューストン・アストロズ                                  |       |
| 2024 | 救援投手   | エマヌエル・クラセ(3)                 | クリーブランド・ガーディアンズ | メイソン・ミラー                   | オークランド・アスレチックス                              |       |
| 2024 | 救援投手   | ライアン・ヘルズリー(2)               | セントルイス・カージナルス     | カービー・イエーツ(2)              | テキサス・レンジャーズ                                    |       |

## 主な記録

### ポジション別最多選出者
| ポジション | 受賞者                                    | 回数 |
| ---------- | ----------------------------------------- | ---- |
| 捕手       | J.T.リアルミュート サルバドール・ペレス   | 3    |
| 一塁手     | フレディ・フリーマン                      | 5    |
| 二塁手     | ホセ・アルトゥーベ                        | 3    |
| 三塁手     | マニー・マチャド ホセ・ラミレス           | 3    |
| 遊撃手     | フランシスコ・リンドーア                  | 3    |
| 外野手     | フアン・ソト アーロン・ジャッジ           | 4    |
| 指名打者   | ヨルダン・アルバレス                      | 5    |
| 先発投手   | ゲリット・コール                          | 4    |
| 救援投手   | リアム・ヘンドリックス ジョシュ・ヘイダー | 3    |

### チーム別最多選出者
| ポジション | ファーストチーム                          | ファーストチーム | セカンドチーム                 | セカンドチーム |
| ポジション | 選手名                                    | 回数             | 選手名                         | 回数           |
| ---------- | ----------------------------------------- | ---------------- | ------------------------------ | -------------- |
| 捕手       | サルバドール・ペレス                      | 2                |                                |                |
| 一塁手     |                                           |                  | フレディ・フリーマン           | 2              |
| 二塁手     | DJ・ルメイユ                              | 2                |                                |                |
| 三塁手     |                                           |                  |                                |                |
| 遊撃手     | フェルナンド・タティス・ジュニア          | 2                |                                |                |
| 外野手     | マイク・トラウト フアン・ソト             | 2                | ロナルド・アクーニャ・ジュニア | 2              |
| 指名打者   |                                           |                  | ヨルダン・アルバレス           | 2              |
| 先発投手   | ジェイコブ・デグロム ゲリット・コール     | 2                | 柳賢振                         | 2              |
| 救援投手   | リアム・ヘンドリックス ジョシュ・ヘイダー | 2                |                                |                |

### 連続選出記録
| ポジション | 選手名                           | 回数 |
| ---------- | -------------------------------- | ---- |
| 捕手       | サルバドール・ペレス             | 2    |
| 一塁手     | フレディ・フリーマン             | 5    |
| 二塁手     | DJ・ルメイユ                     | 2    |
| 三塁手     | （該当者なし）                   | 1    |
| 遊撃手     | フェルナンド・タティス・ジュニア | 2    |
| 外野手     | フアン・ソト アーロン・ジャッジ  | 3    |
| 指名打者   | 大谷翔平 ヨルダン・アルバレス    | 4    |
| 先発投手   | ゲリット・コール                 | 3    |
| 救援投手   | リアム・ヘンドリックス           | 3    |

### 複数ポジションでの同時選出者
| 選手名   | 年度   | 備考                                 |
| -------- | ------ | ------------------------------------ |
| 大谷翔平 | 2021年 | 指名打者部門と先発投手部門の同時選出 |
| 大谷翔平 | 2022年 | 指名打者部門と先発投手部門の同時選出 |
| 大谷翔平 | 2023年 | 指名打者部門と先発投手部門の同時選出 |

### 複数ポジションでの選出者
| 選手名             | 備考                                     |
| ------------------ | ---------------------------------------- |
| マーカス・セミエン | 2019年は遊撃手、2021年は二塁手として選出 |

### シーズン最多選出球団
| 年度   | 球団名                   | 選出数           | 選出数         |
| 年度   | 球団名                   | ファーストチーム | セカンドチーム |
| ------ | ------------------------ | ---------------- | -------------- |
| 2019年 | ヒューストン・アストロズ | 2                | 4              |
| 2019年 | ヒューストン・アストロズ | 6                |                |
| 2023年 | テキサス・レンジャーズ   | 2                | 4              |
| 2023年 | テキサス・レンジャーズ   | 6                |                |